# Brauereisteg

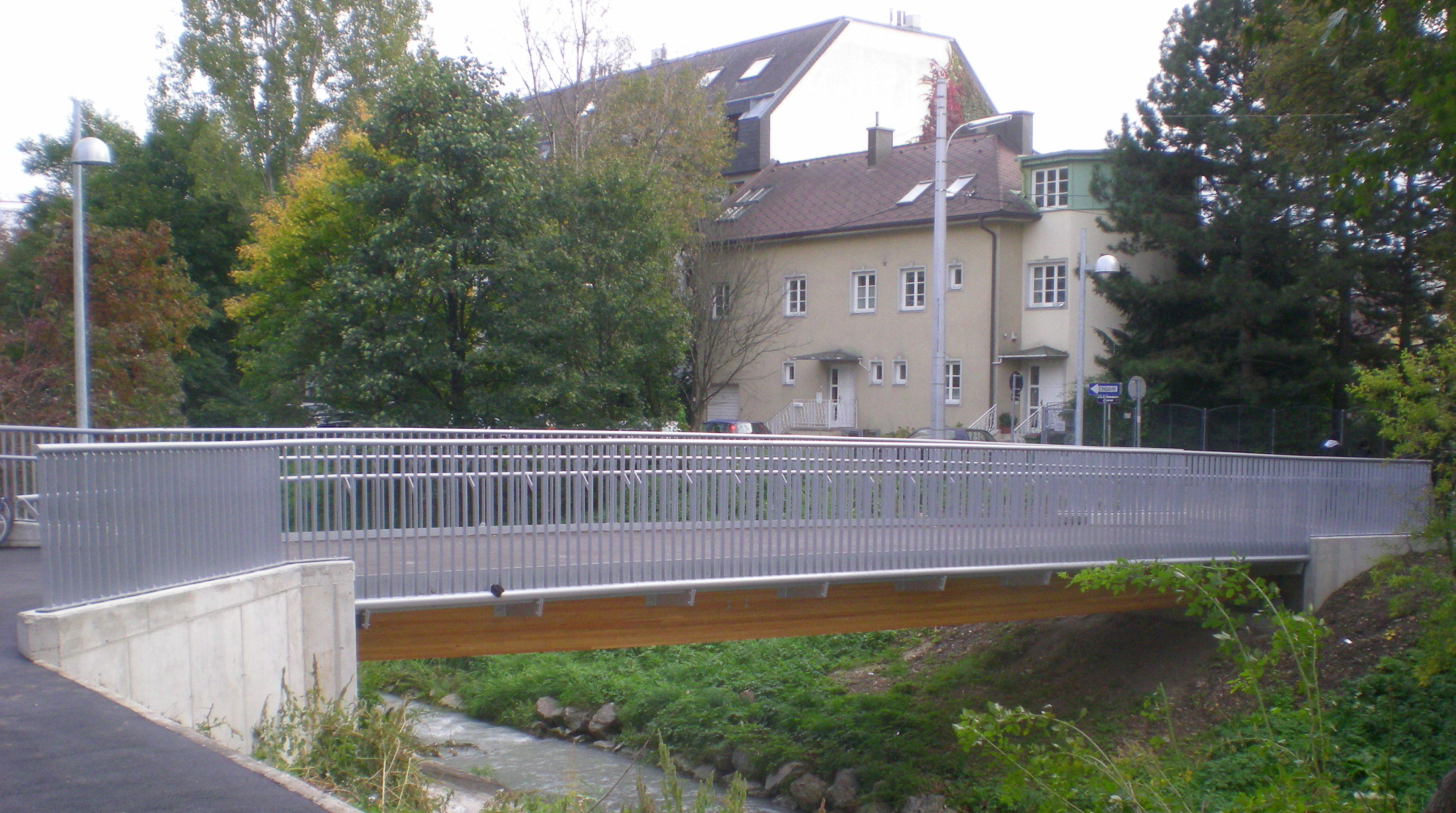
Steg Fabergasse

Der Brauereisteg (ursprünglich: Steg Fabergasse) ist eine Fußgänger- und Radfahrerquerung über die Liesing im 23. Wiener Gemeindebezirk Liesing.

## Geschichte
Der 1927 errichtete Brauereisteg wurde abgetragen und im Jahr 2010 durch den Steg Fabergasse ersetzt. Dieser verbindet die Fabergasse und die Breitenfurter Straße mit einem auf dem Areal der ehemaligen Brauerei Liesing neu errichteten Wohnhaus und Shopping-Center.
Die etwa 6 Tonnen schwere Tragwerkskonstruktion aus Holzleimbindern mit einer Länge von 15 Metern und einer Breite von 4,5 Metern wurde in der Nacht vom 1. auf den 2. Juni 2010 mit einem Autokran eingehoben. Die Verkehrsfreigabe erfolgte am 28. September 2010.
Der Gemeinderatsausschuss für Kultur und Wissenschaft benannte in seiner Sitzung am 7. November 2011 die unter dem Namen Steg Fabergasse errichtete Fußgängerquerung der Liesing in "Brauereisteg" zur Erinnerung an die ehemalige Liesinger Brauerei um.